# Halderberge
Halderberge  è una municipalità dei Paesi Bassi di 29 300 abitanti situata nella provincia del Brabante Settentrionale.
La municipalità è stata istituita il 1º gennaio 1997 ed è stata formata dall'unione del territorio dell'ex-municipalità di Hoeven, Oudenbosch e Oud- en Nieuw-Gastel.